# Tennis de table aux Jeux olympiques d'été de 2024 – Par équipes messieurs
Cet article traite de l'épreuve masculine. Pour la compétition féminine, voir Tennis de table aux Jeux olympiques d'été de 2024 – Par équipes dames.
Navigation
Tokyo 2020 Los Angeles 2028
L'épreuve par équipes messieurs de tennis de table aux Jeux olympiques d'été de 2024 à Paris en France a lieu du 5 au 9 août 2024 au Paris Expo Porte de Versailles.

## Formule
Chaque équipe se compose de trois joueurs. Il faut trois victoires (en 3 sets gagnants) pour remporter la rencontre. 
|   |        | Équipe ABC | vs | Équipe XYZ |
| - | ------ | ---------- | -- | ---------- |
| 1 | Double | B + C      | vs | Y + Z      |
| 2 | Simple | A          | vs | X          |
| 3 | Simple | C          | vs | Z          |
| 4 | Simple | A          | vs | Y          |
| 5 | Simple | B          | vs | X          |

## Médaillés
| Or                                          | Argent                                                      | Bronze                                             |
| Chine- Fan Zhendong - Wang Chuqin - Ma Long | Suède- Anton Källberg - Truls Möregårdh - Kristian Karlsson | France- Alexis Lebrun - Félix Lebrun - Simon Gauzy |

## Calendrier
| Date            | Horaire | Manche                           |
| --------------- | ------- | -------------------------------- |
| Lundi 5 août    | 10 h 00 | Huitièmes de finale              |
| Mardi 6 août    | 10 h 00 | Huitièmes de finale              |
| Mardi 6 août    | 15 h 00 | Quarts de finale                 |
| Mercredi 7 août | 10 h 00 | Quarts de finale                 |
| Mercredi 7 août | 20 h 00 | Demi-finales                     |
| Jeudi 8 août    | 10 h 00 | Demi-finales                     |
| Vendredi 9 août | 10 h 00 | Match pour la médaille de bronze |
| Vendredi 9 août | 15 h 00 | Finale                           |

## Têtes de séries
Les têtes de séries sont basées sur le classement mondial de l'ITTF. 
Le nom de chaque pongiste est suivi de son classement mondial, au 16 juillet 2024.
| Rang | Équipe         | Pongistes                  | Pongistes               | Pongistes                  | Réservistes                |
| ---- | -------------- | -------------------------- | ----------------------- | -------------------------- | -------------------------- |
| 1    | Chine          | Wang Chuqin (1)            | Fan Zhendong (4)        | Ma Long (3)                | Liang Jingkun (2)          |
| 2    | Allemagne      | Dang Qiu (11)              | Dimitrij Ovtcharov (14) | Timo Boll (24)             | Patrick Franziska (10)     |
| 3    | France         | Félix Lebrun (5)           | Alexis Lebrun (16)      | Simon Gauzy (29)           | Jules Rolland (67)         |
| 4    | Japon          | Tomokazu Harimoto (9)      | Shunsuke Togami (15)    | Hiroto Shinozuka (39)      | Sora Matsushima (27)       |
| 5    | Corée du Sud   | Jang Woo-jin (13)          | Cho Dae-seong (20)      | Lim Jong-hoon (30)         | An Jae-hyun (21)           |
| 6    | Taipei chinois | Lin Yun-ju (8)             | Kao Cheng-jui (32)      | Chuan Chih-yuan (36)       | Feng Yi-hsin (55)          |
| 7    | Suède          | Anton Källberg (25)        | Truls Möregårdh (26)    | Kristian Karlsson (60)     | Mattias Falck (31)         |
| 8    | Portugal       | Marcos Freitas (17)        | Tiago Apolónia (66)     | João Geraldo (71)          | João Monteiro (70)         |
| 9    | Brésil         | Hugo Calderano (6)         | Vitor Ishiy (85)        | Guilherme Teodoro (122)    | Leonardo Iizuka (139)      |
| 10   | Danemark       | Jonathan Groth (23)        | Anders Lind (62)        | Martin Buch Anderson (279) | Tobias Rasmussen (420)     |
| 11   | Croatie        | Tomislav Pucar (53)        | Andrej Gaćina (68)      | Filip Željko (121)         | Frane Tomislav Kojić (131) |
| 12   | Slovénie       | Darko Jorgić (18)          | Deni Kožul (126)        | Peter Hribar (249)         | Aljaž Godec (590)          |
| 13   | Égypte         | Omar Assar (22)            | Mohamed El-Beiali (47)  | Youssef Abdel-Aziz (92)    | Khaled Assar (142)         |
| 14   | Inde           | Sharath Kamal Achanta (40) | Harmeet Desai (86)      | Manav Vikash Thakkar (56)  | Sathiyan Gnanasekaran (63) |
| 15   | Australie      | Nicholas Lum (38)          | Finn Luu (44)           | Hwan Bae (281)             | Aditya Sareen (43)         |
| 16   | Canada         | Edward Ly (37)             | Eugene Wang (106)       | Jeremy Hazin (538)         | Wang Zexuan (n/a)          |

## Tableau
| Premier tour | Premier tour   | Premier tour |  |  | Quarts de finale | Quarts de finale | Quarts de finale |  |  | Demi-finales | Demi-finales | Demi-finales |  |                 | Finale          | Finale          | Finale |
|              |                |              |  |  |                  |                  |                  |  |  |              |              |              |  |                 |                 |                 |        |
| 1            | Chine          | 3            |  |  |                  |                  |                  |  |  |              |              |              |  |                 |                 |                 |        |
| 14           | Inde           | 0            |  |  | 1                | Chine            | 3                |  |  |              |              |              |  |                 |                 |                 |        |
| 11           | Croatie        | 0            |  |  | 5                | Corée du Sud     | 0                |  |  |              |              |              |  |                 |                 |                 |        |
| 5            | Corée du Sud   | 3            |  |  |                  |                  |                  |  |  | 1            | Chine        | 3            |  |                 |                 |                 |        |
| 8            | Portugal       | 1            |  |  |                  |                  |                  |  |  | 3            | France       | 0            |  |                 |                 |                 |        |
| 9            | Brésil         | 3            |  |  | 9                | Brésil           | 0                |  |  |              |              |              |  |                 |                 |                 |        |
| 12           | Slovénie       | 0            |  |  | 3                | France           | 3                |  |  |              |              |              |  |                 |                 |                 |        |
| 3            | France         | 3            |  |  |                  |                  |                  |  |  |              |              |              |  |                 | 1               | Chine           | 3      |
| 4            | Japon          | 3            |  |  |                  |                  |                  |  |  |              |              |              |  |                 | 7               | Suède           | 0      |
| 15           | Australie      | 0            |  |  | 4                | Japon            | 3                |  |  |              |              |              |  |                 |                 |                 |        |
| 13           | Égypte         | 0            |  |  | 6                | Taipei chinois   | 1                |  |  |              |              |              |  |                 |                 |                 |        |
| 6            | Taipei chinois | 3            |  |  |                  |                  |                  |  |  | 4            | Japon        | 2            |  |                 |                 |                 |        |
| 7            | Suède          | 3            |  |  |                  |                  |                  |  |  | 7            | Suède        | 3            |  |                 |                 |                 |        |
| 10           | Danemark       | 0            |  |  | 7                | Suède            | 3                |  |  |              |              |              |  | Troisième place | Troisième place | Troisième place |        |
| 16           | Canada         | 0            |  |  | 2                | Allemagne        | 0                |  |  |              |              |              |  |                 | 3               | France          | 3      |
| 2            | Allemagne      | 3            |  |  |                  |                  |                  |  |  |              |              |              |  |                 | 4               | Japon           | 2      |

## Résultats détaillés

### Premier tour
| Portugal                      | 1–3                | Brésil                         | 5 août                         |
| ----------------------------- | ------------------ | ------------------------------ | ------------------------------ |
| Détail des matches            | Détail des matches | Détail des matches             | Durée : 2h44                   |
| Tiago Apolónia Marcos Freitas | 2-3                | Vitor Ishiy Guilherme Theodoro | 10-12, 9-11, 11-7, 11-8, 10-12 |
| João Geraldo                  | 0-3                | Hugo Calderano                 | 11-13, 5-11, 7-11              |
| Marcos Freitas                | 3-0                | Guilherme Theodoro             | 11-7, 12-10, 11-4              |
| João Geraldo                  | 2-3                | Vitor Ishiy                    | 12-14, 11-8, 11-8, 9-11, 12-14 |

| France                    | 3–0                | Slovénie                | 5 août                       |
| ------------------------- | ------------------ | ----------------------- | ---------------------------- |
| Détail des matches        | Détail des matches | Détail des matches      | Durée : 1h24                 |
| Simon Gauzy Alexis Lebrun | 3-0                | Peter Hribar Deni Kožul | 11-9, 11-7, 11-7             |
| Félix Lebrun              | 3-2                | Darko Jorgić            | 11-8, 8-11, 5-11, 11-4, 11-9 |
| Alexis Lebrun             | 3-1                | Deni Kožul              | 11-8, 6-11, 11-4, 11-5       |

| Japon                            | 3–0                | Australie             | 5 août            |
| -------------------------------- | ------------------ | --------------------- | ----------------- |
| Détail des matches               | Détail des matches | Détail des matches    | Durée : 1h19      |
| Shunsuke Togami Hiroto Shinozuka | 3-0                | Nicholas Lum Finn Luu | 11-8, 11-6, 11-6  |
| Tomokazu Harimoto                | 3-0                | Hwan Bae              | 11-4, 11-4, 14-12 |
| Hiroto Shinozuka                 | 3-0                | Finn Luu              | 11-9, 11-7, 11-2  |

| Égypte                          | 0–3                | Taipei chinois                | 5 août                         |
| ------------------------------- | ------------------ | ----------------------------- | ------------------------------ |
| Détail des matches              | Détail des matches | Détail des matches            | Durée : 1h59                   |
| Khalid Assar Youssef Adbel-Aziz | 2-3                | Chuan Chih-yuan Kao Cheng-jui | 12-10, 13-11, 9-11, 6-11, 9-11 |
| Mohamed El-Beiali               | 0-3                | Lin Yun-ju                    | 7-11, 10-12, 7-11              |
| Youssef Adbel-Aziz]             | 1-3                | Kao Cheng-jui                 | 10-12, 11-9, 6-11, 9-11        |

| Suède                            | 3–0                | Danemark                            | 5 août                        |
| -------------------------------- | ------------------ | ----------------------------------- | ----------------------------- |
| Détail des matches               | Détail des matches | Détail des matches                  | Durée : 1h52                  |
| Anton Källberg Kristian Karlsson | 3-1                | Martin Bush Andersen Jonathan Groth | 11-13, 11-8, 11-6, 11-3       |
| Truls Möregårdh                  | 3-2                | Anders Lind                         | 11-7, 9-11, 11-13, 11-5, 11-9 |
| Kristian Karlsson                | 3-0                | Jonathan Groth                      | 11-8, 12-10, 11-7             |

| Canada                   | 0–3                | Allemagne          | 5 août                 |
| ------------------------ | ------------------ | ------------------ | ---------------------- |
| Détail des matches       | Détail des matches | Détail des matches | Durée : 1h27           |
| Jeremy Hazin Eugene Wang | 1-3                | Dang Qiu Timo Boll | 5-11, 11-8, 8-11, 5-11 |
| Edward Ly                | 1-3                | Dimitrij Ovtcharov | 4-11, 11-9, 6-11, 5-11 |
| Eugene Wang              | 0-3                | Timo Boll          | 8-11, 5-11, 10-12      |

| Chine               | 3–0                | Inde                        | 6 août                 |
| ------------------- | ------------------ | --------------------------- | ---------------------- |
| Détail des matches  | Détail des matches | Détail des matches          | Durée : 1h25           |
| Ma Long Wang Chuqin | 3-0                | Harmeet Desai Manav Thakkar | 11-2, 11-3, 11-7       |
| Fan Zhendong        | 3-1                | Sharath Kamal               | 9-11, 11-7, 11-7, 11-5 |
| Wang Chuqin         | 3-0                | Manav Thakkar               | 11-9, 11-6, 11-9       |

| Croatie                    | 0–3                | Corée du Sud               | 6 août                 |
| -------------------------- | ------------------ | -------------------------- | ---------------------- |
| Détail des matches         | Détail des matches | Détail des matches         | Durée : 1h21           |
| Filip Zeljko Andrej Gaćina | 0-3                | Cho Dae-seong Jang Woo-jin | 4-11, 7-11, 6-11       |
| Tomislav Pucar             | 0-3                | Lim Jong-hoon              | 2-11, 7-11, 9-11       |
| Andrej Gaćina              | 1-3                | Jang Woo-jin               | 6-11, 11-7, 6-11, 4-11 |

### Quarts de finale
| Japon                            | 3–1                | Taipei chinois                | 6 août                       |
| -------------------------------- | ------------------ | ----------------------------- | ---------------------------- |
| Détail des matches               | Détail des matches | Détail des matches            | Durée : 2h20                 |
| Hiroto Shinozuka Shunsuke Togami | 3-0                | Chuan Chih-yuan Kao Cheng-jui | 11-7, 11-5, 11-9             |
| Tomokazu Harimoto                | 2-3                | Lin Yun-ju                    | 9-11, 11-9, 7-11, 11-3, 6-11 |
| Shunsuke Togami                  | 3-0                | Kao Cheng-jui                 | 11-5, 11-7, 11-5             |
| Tomokazu Harimoto                | 3-0                | Chuan Chih-yuan               | 11-7, 11-8, 11-9             |

| Suède                            | 3–0                | Allemagne          | 6 août                       |
| -------------------------------- | ------------------ | ------------------ | ---------------------------- |
| Détail des matches               | Détail des matches | Détail des matches | Durée : 1h57                 |
| Kristian Karlsson Anton Källberg | 3-0                | Dang Qiu Timo Boll | 12-10, 11-8, 11-8            |
| Truls Möregårdh                  | 3-2                | Dimitrij Ovtcharov | 11-9, 8-11, 7-11, 11-8, 11-9 |
| Anton Källberg                   | 3-1                | Timo Boll          | 11-7, 11-9, 7-11, 11-8       |

| Chine               | 3–0                | Corée du Sud               | 7 août                 |
| ------------------- | ------------------ | -------------------------- | ---------------------- |
| Détail des matches  | Détail des matches | Détail des matches         | Durée : 1 h 51         |
| Ma Long Wang Chuqin | 3-0                | Cho Dae-seong Jang Woo-jin | 11–5, 11–9, 11–5       |
| Fan Zhendong        | 3-1                | Lim Jong-hoon              | 11–7, 9–11, 11–9, 11–6 |
| Wang Chuqin         | 3-1                | Jang Woo-jin               | 11–7, 6–11, 11–8, 11–9 |

| Brésil                        | 0–3                | France                    | 7 août                  |
| ----------------------------- | ------------------ | ------------------------- | ----------------------- |
| Détail des matches            | Détail des matches | Détail des matches        | Durée : 1 h 20          |
| Guilherme Teodoro Vitor Ishiy | 0-3                | Simon Gauzy Alexis Lebrun | 8–11, 9–11, 6–11        |
| Hugo Calderano                | 1-3                | Félix Lebrun              | 6–11, 7–11, 13–11, 6–11 |
| Vitor Ishiy                   | 1-3                | Alexis Lebrun             | 6–11, 11–9, 5–11, 7–11  |

### Demi-finales
| Japon                            | 2–3                | Suède                            | 7 août                       |
| -------------------------------- | ------------------ | -------------------------------- | ---------------------------- |
| Détail des matches               | Détail des matches | Détail des matches               | Durée : 3h30                 |
| Hiroto Shinozuka Shunsuke Togami | 3-1                | Anton Källberg Kristian Karlsson | 8-11, 11-9, 11-4, 11-7       |
| Tomokazu Harimoto                | 3-1                | Truls Möregårdh                  | 13-11, 9-11, 11-5, 12-10     |
| Shunsuke Togami                  | 1-3                | Kristian Karlsson                | 11-7, 9-11, 9-11, 5-11       |
| Hiroto Shinozuka                 | 1-3                | Truls Möregårdh                  | 5-11, 6-11, 11-5, 10-12      |
| Tomokazu Harimoto                | 2-3                | Anton Källberg                   | 11-5, 11-5, 7-11, 7-11, 9-11 |

| Chine               | 3–0                | France                    | 8 août                   |
| ------------------- | ------------------ | ------------------------- | ------------------------ |
| Détail des matches  | Détail des matches | Détail des matches        | Durée : 1h48             |
| Ma Long Wang Chuqin | 3-0                | Alexis Lebrun Simon Gauzy | 13-11, 11-5, 11-2        |
| Fan Zhendong        | 3-1                | Félix Lebrun              | 11-3, 13-11, 8-11, 16-14 |
| Wang Chuqin         | 3-1                | Alexis Lebrun             | 7-11, 11-8, 11-9, 11-1   |

### Match pour la médaille de bronze
| France                    | 3–2                | Japon                            | 9 août                         |
| ------------------------- | ------------------ | -------------------------------- | ------------------------------ |
| Détail des matches        | Détail des matches | Détail des matches               | Durée : 3 h 10                 |
| Simon Gauzy Alexis Lebrun | 3-1                | Hiroto Shinozuka Shunsuke Togami | 11-5, 11-7, 5-11, 11-6         |
| Félix Lebrun              | 3-2                | Tomokazu Harimoto                | 11-13, 11-4, 9-11, 11-6, 12-10 |
| Alexis Lebrun             | 1-3                | Shunsuke Togami                  | 8-11, 9-11, 11-9, 9-11         |
| Simon Gauzy               | 1-3                | Tomokazu Harimoto                | 8-11, 11-8, 8-11, 12-14        |
| Félix Lebrun              | 3-1                | Hiroto Shinozuka                 | 11-7, 11-7, 12-14, 13-11       |

### Finale
| Chine               | 3–0                | Suède                            | 9 août                         |
| ------------------- | ------------------ | -------------------------------- | ------------------------------ |
| Détail des matches  | Détail des matches | Détail des matches               | Durée : 2 h 29                 |
| Ma Long Wang Chuqin | 3-2                | Anton Källberg Kristian Karlsson | 8-11, 11-4, 11-3, 6-11, 11-7   |
| Fan Zhendong        | 3-2                | Truls Möregårdh                  | 10-12, 11-8, 11-9, 11-13, 11-5 |
| Wang Chuqin         | 3-2                | Kristian Karlsson                | 11-9, 11-5, 10-12, 10-12, 11-2 |